# Curvularia ellisii
Curvularia ellisii är en svampart som beskrevs av S.I. Ahmed & M. Qureshi 1960. Curvularia ellisii ingår i släktet Curvularia och familjen Pleosporaceae.   Inga underarter finns listade i Catalogue of Life.